# Leul Gebresilase
Leul Gebresilase (auch Leul Gebrselassie; * 20. September 1992) ist ein äthiopischer Langstreckenläufer.

## Sportliche Laufbahn
Leul Gebresilase nahm 2011 über 5000 Meter erstmals an den nationalen Meisterschaften teil, bei denen er den 14. Platz belegte. In den zwei folgenden Jahren trat er in Wettkämpfen von 3000 bis 20.000 Metern in Japan an. 2013 siegte er beim Halbmarathon von Shibetsu in einer Zeit von 1:03:41 h. 2014 belegte er im April den neunten Platz beim Halbmarathon im chinesischen Yangzhou, wobei er sich im Vergleich zu seiner Leistung aus der Vorsaison um mehr als zwei Minuten steigerte. Im August siegte er beim Halbmarathon von Rio de Janeiro. 2015 trat Gebresilase für Äthiopien bei den Afrikaspielen in Brazzaville an, bei denen er mit 13:22,13 min die Silbermedaille gewinnen konnte. 2017 verbesserte er sich beim Valencia-Halbmarathon auf eine Zeit von 59:18 min, mit der er als Zweiter das Ziel erreichte. 2018 trat er im März an gleicher Stelle bei den Halbmarathon-Weltmeisterschaften an. Dort lief er eine Zeit von 1:01:07 h und wurde am Ende Zehnter. Anfang des Jahres nahm er in Dubai erstmals an einem Marathon von internationaler Größe teil, bei dem er mit einer Zeit von 2:04:02 h Zweiter wurde, die auch gleichzeitig seitdem als seine Bestzeit zu Buche stehen und für ein Jahr den Streckenrekord bedeuteten. Damit reihte er sich, mit Stand Dezember 2020, auf dem 63. ewigen Weltbestenliste ein. Platz der Ende des Jahres nahm er, erneut in Valencia, beim dortigen Marathon teil, bei dem er mit einer Zeit von 2:04:31 h siegreich war. 2019 nahm er am Berlin-Marathon teil, konnte allerdings das Ziel nicht erreichen. 2020 nahm er zum zweiten Mal an Halbmarathon-Weltmeisterschaften teil, die er mit 59:45 min erneut auf dem zehnten Platz beendete. In der Mannschaftswertung landete er mit seinen Landsleuten Amedework Walelegn und Andamlak Belihu auf dem zweiten Platz.
2023 feierte Gebresilase mit dem Gewinn der Bronzemedaille im Marathonlauf bei den Weltmeisterschaften in Budapest seinen größten sportlichen Erfolg.

## Wichtige Wettbewerbe
| Jahr                  | Veranstaltung                    | Ort                   | Platz                 | Disziplin             | Zeit                  |
| Startet für Äthiopien | Startet für Äthiopien            | Startet für Äthiopien | Startet für Äthiopien | Startet für Äthiopien | Startet für Äthiopien |
| --------------------- | -------------------------------- | --------------------- | --------------------- | --------------------- | --------------------- |
| 2015                  | Afrikaspiele                     | Brazzaville           | 2.                    | 5000 m                | 13:22,13 min          |
| 2018                  | Halbmarathon-Weltmeisterschaften | Valencia              | 10.                   | Einzel                | 1:01:07 h             |
| 2020                  | Halbmarathon-Weltmeisterschaften | Gdynia                | 10.                   | Einzel                | 59:45 min             |
| 2023                  | Weltmeisterschaften              | Budapest              | 3.                    | Marathon              | 2:09:19 h             |

## Persönliche Bestleistungen
Freiluft
- 3000 m: 7:53,58 min, 25. Juni 2014, Halluin
- 5000 m: 13:13,88 min, 3. Juni 2016, Huelva
- 10.000 m: 27:19,71 min, 13. Mai 2016, Herzogenaurach
- Halbmarathon: 59:18 min, 22. Oktober 2017, Valencia
- Marathon: 2:04:02 h, 26. Januar 2018, Dubai

Halle
- 3000 m: 7:44,50 min, 19. Februar 2016, Sabadell